# Hedychium bijiangense
 (janvier 2025).
Si vous disposez d'ouvrages ou d'articles de référence ou si vous connaissez des sites web de qualité traitant du thème abordé ici, merci de compléter l'article en donnant les références utiles à sa vérifiabilité et en les liant à la section « Notes et références ».
Espèce
Hedychium bijiangense est une espèce de plantes à fleurs de la famille des Zingiberaceae. C'est une plante des montagnes du nord-ouest du Yunnan (Chine).